# Suret
Uppslagsordet ”Urmiska” leder hit; men ordet kan också syfta på den azerbajdzjanska dialekten urmiska.
Suret är ett nyarameiskt språk som talas av assyrier, idag främst i Irak, Iran, Turkiet och Syrien. En engelsk beteckning är Assyrian Neo-Aramaic. Talspråket förekom i olika dialekter mellan Mosul i söder och Vansjön i norr, och mellan Urmiasjön i öster och norra Tigris i väster. I samma områden talades även andra språk, så att även arabiska, persiska, kurdiska och turkiska kunde ingå i assyriernas vardag. Ett standardiserat skriftspråk är baserat på språket i Urmia. Språket är besläktat med det nyarameiska språket turoyo.

## Historia
Redan 1836 började amerikanen Justin Perkins, som var presbyteriansk missionär bland nestorianerna i Urmia, med att nedteckna deras talspråk. De hade syriska som liturgiskt språk, men det hade blivit svårt att förstå för lekmän. Därför tryckte 1852 det amerikanska bibelsällskaper Perkins bibelöversättning, med texten placerad i parallella kolumner bredvid den gamla syriska översättningen Peshitta.